# 武王 (周)
武王（ぶおう、拼音: Wǔ Wáng）は、周朝の創始者。殷を滅ぼし、周を立てた（殷周革命）。文王の次男。
同母兄に伯邑考、同母弟に管叔鮮・周公旦・蔡叔度・霍叔処・康叔封らがいる。子は成王・唐叔虞（晋の開祖）・邘叔・應叔・韓叔ら。

## 経歴

### 周王朝創立まで
父の西伯・昌が死んだあと文王と諡し、呂尚（太公望）や周公旦を左右に父の事業の継承に励んだ。
殷の紂王は暴虐な振る舞いが多く、これを討つために兵を挙げて盟津まで兵を進めた。武王は文王の木主（位牌）を戦車に載せ、自らを太子発と呼び、この遠征が父の意思によるものであると宣言した。この時、周軍に瑞兆がいくつも現れ、諸侯が武王の元に馳せ参じ、その数は800に達した。これを見た諸侯達は「今こそ殷を倒す時です」と意気込んだが、武王は時期尚早と見て兵を引き上げた。
2年後、紂王の暴虐はますます酷くなったので再び兵を挙げた。この時の周の兵力は戦車300乗、士官3000人、武装兵45000人であった。一方、殷軍は70万を超える大軍を繰り出し、両軍は牧野で激突した（牧野の戦い）。殷軍は大軍であったがその大半は奴隷兵であり、奴隷の中には殷により他の部族からさらわれてきたり、戦争の時に捕虜になったりした者が大勢いたため逆に武王の到来を歓迎する者まであり、周軍が攻めてくるとそれらの兵士は後ろを向いて殷軍に攻めかかった。
大敗した紂王は首都に逃げ帰り、そこで焼身自殺を遂げた。それを追ってきた武王は紂王の遺体に3本の矢を打ち込み、焼け爛れた首を黄金の鉞で落とし旗の先に掲げた。

### 周王朝創立後
殷を滅ぼし天子となった武王は、紂王によって誅殺された比干（紂王の叔父）の墓を改葬し、幽閉されていた箕子（紂王の叔父）を解放し、朝鮮に封じた（箕子朝鮮）。そして微子啓（紂王の異母兄）に殷の祭祀を続けさせ、宋に封じた。更に古代の聖王達の子孫を探し出し、
- 神農の子孫を焦に
- 黄帝の子孫を祝に
- 堯の子孫を薊に
- 舜の子孫を陳に
- 禹の子孫を杞に

それぞれ封じた。その後、功臣たちの論功行賞を行い、次のように封じた。
- 呂尚を斉に
- 周公旦を魯に
- 召公奭を燕に
- 叔鮮を管に
- 叔度を蔡に

武王はこの他にも、南方の呉に逃れた大伯父の太伯・虞仲の子孫を探し出し、改めて呉に封じ、その弟を北方の虞に封じた。
武王は首都の鎬京以外に洛邑を副都とし、天下の武器を廃して兵士を故郷に返す事でもう戦いはしないと言う意思表示をした。
その後、ほどなくして武王は病にかかった。後継者である子の成王はまだ年少であったため、周の行く末を功臣の呂尚と同母弟の周公旦に托し、病没した。
武王は夏の禹・殷の湯王・父の文王と並び聖王として後世に崇められている。また、道教においては武王を霊宝天尊の化身とする場合もある。